# إشعاع سنكروتروني
الإشعاع السنكروتروني Synchrotron radiation هو إشعاع كهرومغناطيسي مشابه للإشعاع السيكلوتروني، مع الاختلاف أن الإشعاع السنكروتروني ينشأ عند تعجيل (أو تسريع) الجسيمات المشحونة إلى سرعات قريبة من سرعة الضوء وتكون تحت تأثير مجال مغناطيسي شديد. وقد يحدث ذلك عمليا في معجلات الإلكترونات ، والتي يحافظ فيها على سرعة الإلكترون ودورانة في حلقة ذات قطر محدد . ففي السنكروترون يُسلط على الإلكترونات مجال مغناطيسي قوي، عمودي على مستوي دوران الإلكترونات. بالإضافة إلى مجال كهربائي يعمل على تسريع الإلكترونات إلى سرعة قريبة من سرعة الضوء. فتنشأ ألأشعة السنكروترونية كعامل إضافي ولا تكون هناك رغبة في توليده. وتصل طاقة الأشعة السنكترونية إلى طاقة أشعة غاما الشديدة النفاذ والضارة بالصحة إذا تعرض لها الإنسان لفترات طويلة. وهي ضارة لكل الكائنات الحية نظرا لطاقتها العالية.

إشعاع السنكروترون من انحناء مسار إلكترون سريع

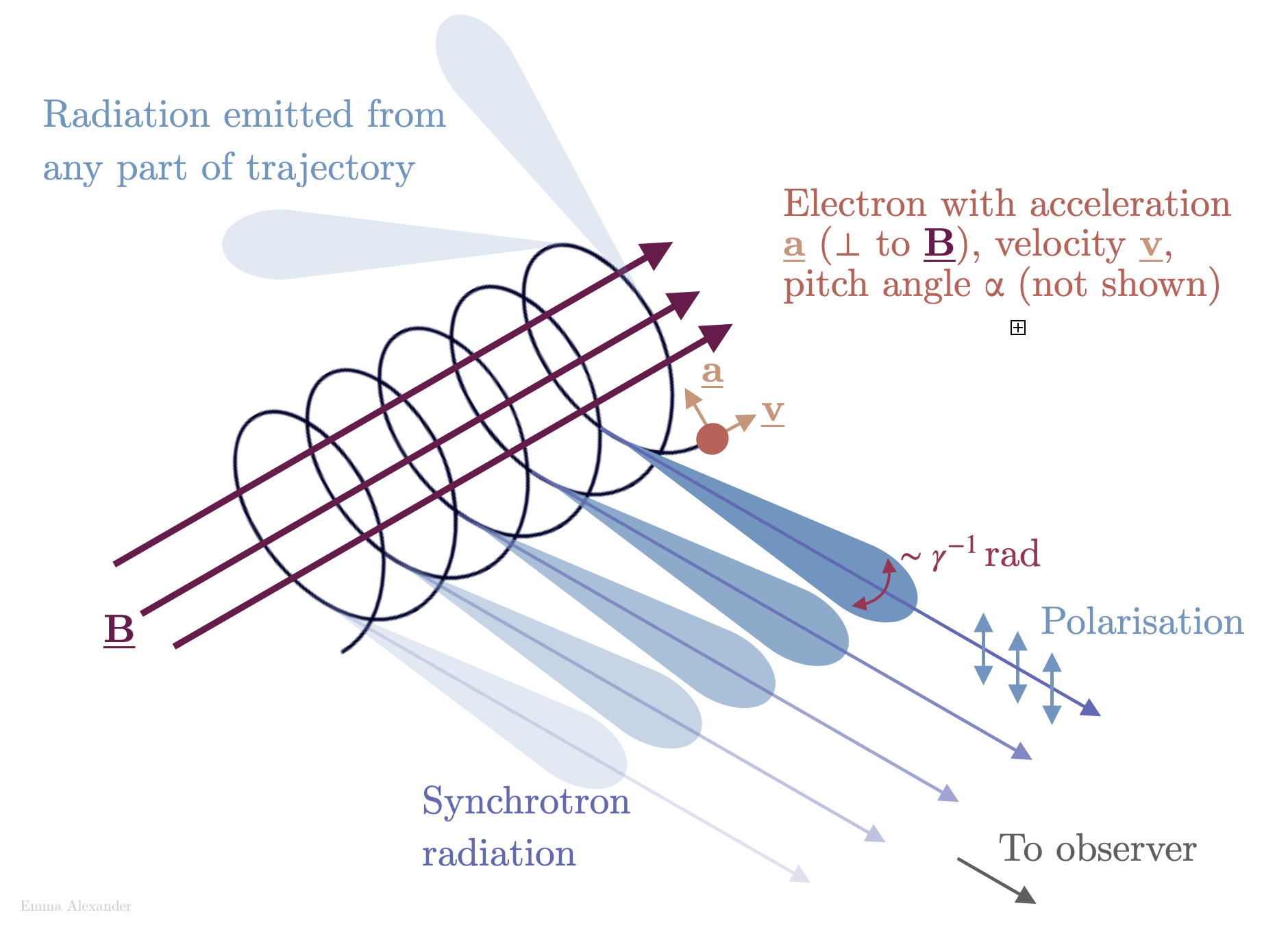
سنكروترون من مصدر فلكي.

إلا أن طيف الأشعة السنكروترونية لا ينحصر فقط على الأشعة الشديدة النفاذ، أشعة غاما، بل تحتوي أيضا على إشعة في حيز الضوء المرئي والأشعة تحت الحمراء والأشعة فوق البنفسجية والأشعة السينية .ويمكن تمييزها عن الأشعاعات الأخرى من خلال خاصيتها الاستقطابية وخصوصية طيفها الذي يختلف تماما عن الطيف العادي.
وقد اكتشفت الأشعة السنكروترونية أول ما اكتشفت عند بناء أول جهاز سنكروتروني عام 1946 في الولايات المتحدة.

## إشعاع سنكروتروني من معجلات الجسيمات
تنشأ الإشعاعت السنكروترونية عرضيا ً في معجلات الجسيمات ، مسببة فقدا في طاقة الجسيمات المعجلة المرغوب فيها في أبحاث الجسيمات الأولية. وقد يـُتعمد إنتاج تلك الإشعة في سينكروترونات كبيرة معدة لأغراض علمية أخرى ، وخلال ذلك تُـعجل الإلكترونات عبر مراحل متتالية حتى تصل سرعتها الأخيرة في نطاق المليار إلكترون فولط (GeV). وهذه طاقة عظيمة جدا إذا ما قورنت بكتلة الإلكترون الساكن والتي تقدر بنحو نصف مليون إلكترون فولط فقط (0,511 MeV).

## إشعاع سنكروتروني في علم الفلك

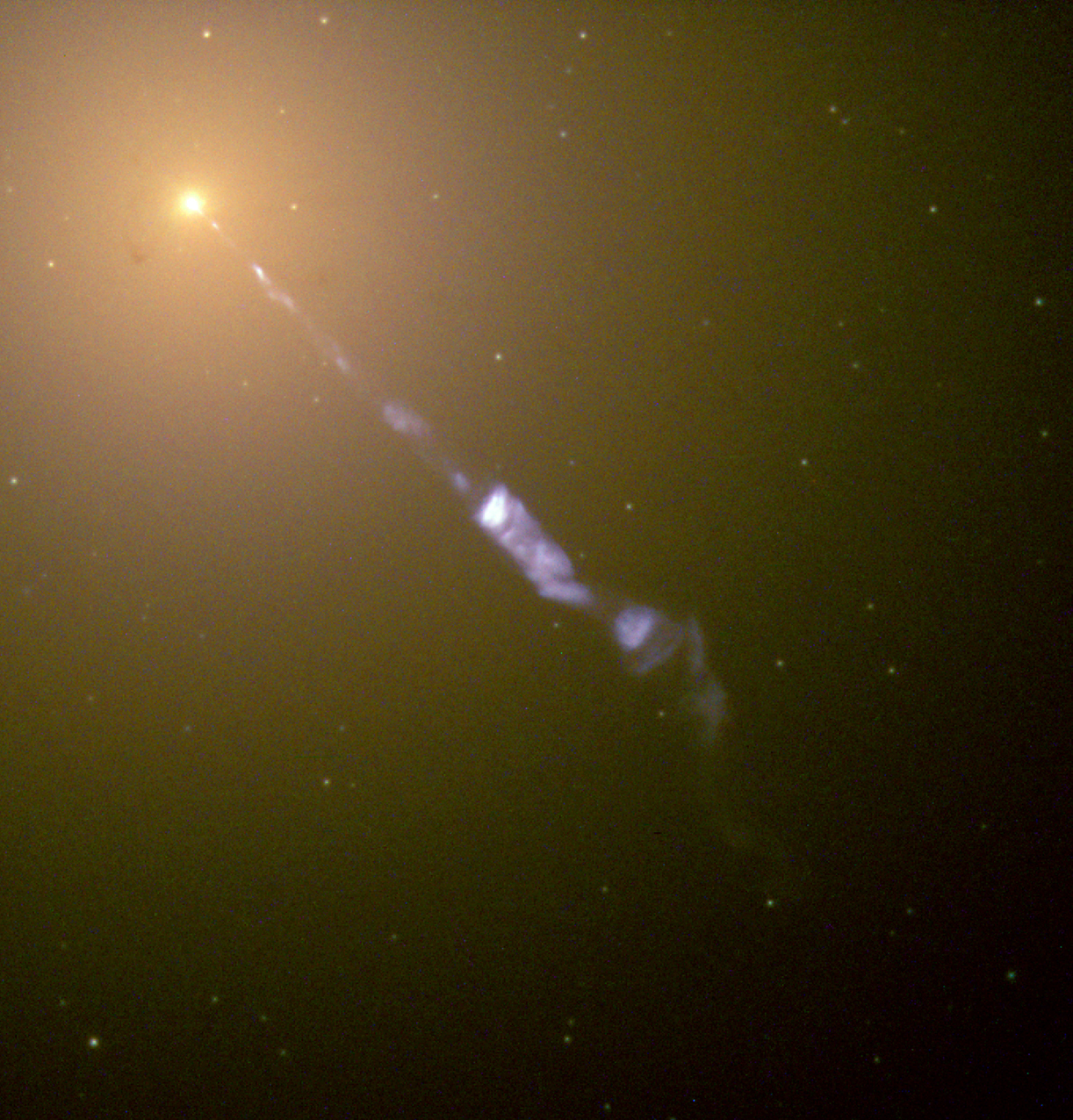
مجرة مسييه 87 : صورة من تلسكوب هابل الفضائي تبين نفاثة تحمل طاقة كبيرة. يرجع الضوء الأزرق المنبعث من النواة المجرية النشطة نحو أسفل اليمين إلى إشعاع السنكروترون.

تُولد الإشعاعات السنكروترونية في الطبيعة في النجوم والمجرات من الإلكترونات السريعة التي تنتشر بسرعات مقاربة لسرعة الضوء وتقع تحت تأثير مجالات مغناطيسية شديدة فيكون مسارها على هيئة مسارات حلزونية يمكن مراقبتها من الأرض . وهذه تتسم بخاصتين : الخاصة الأولى ، وهو أن طيفها ليس من نوع الطيف العادي الذي ينشأ عن الحرارة ، وهذه تتميز بتوزيع يعرف في الفيزياء بتوزيع الفوتونات الصادرة من الجسم الأسود وتعادل طيف الشمس . والخاصية الثانية ، الاستقطاب.
والصورة المجاورة أخذت بوساطة تلسكوب الفضاء (هابل) للمجرة رقم M87 وترى سحابة من الغبار الكوني منطلقة من مركز المجرة الناصع في الاتجاه اليميني السفلي للصورة . وقد بينت دراسة ذلك الغبار الكوني انه يحتوي أيضا على إلكترونات وبروتونات تتحرك لولبيا مبتعدة عن قلب المجرة ويصاحبها أشعة سنكترونية إلى تلك المسافات العظيمة مبتعدة عن المجرة والتي تقدر بآلاف السنوات الضوئية . وإنه من العجيب فعلا أن يمتد المجال المغناطيسي لتلك المجرة إلى تلك المسافات العظيمة .